# Posłonek rozesłany wielkokwiatowy

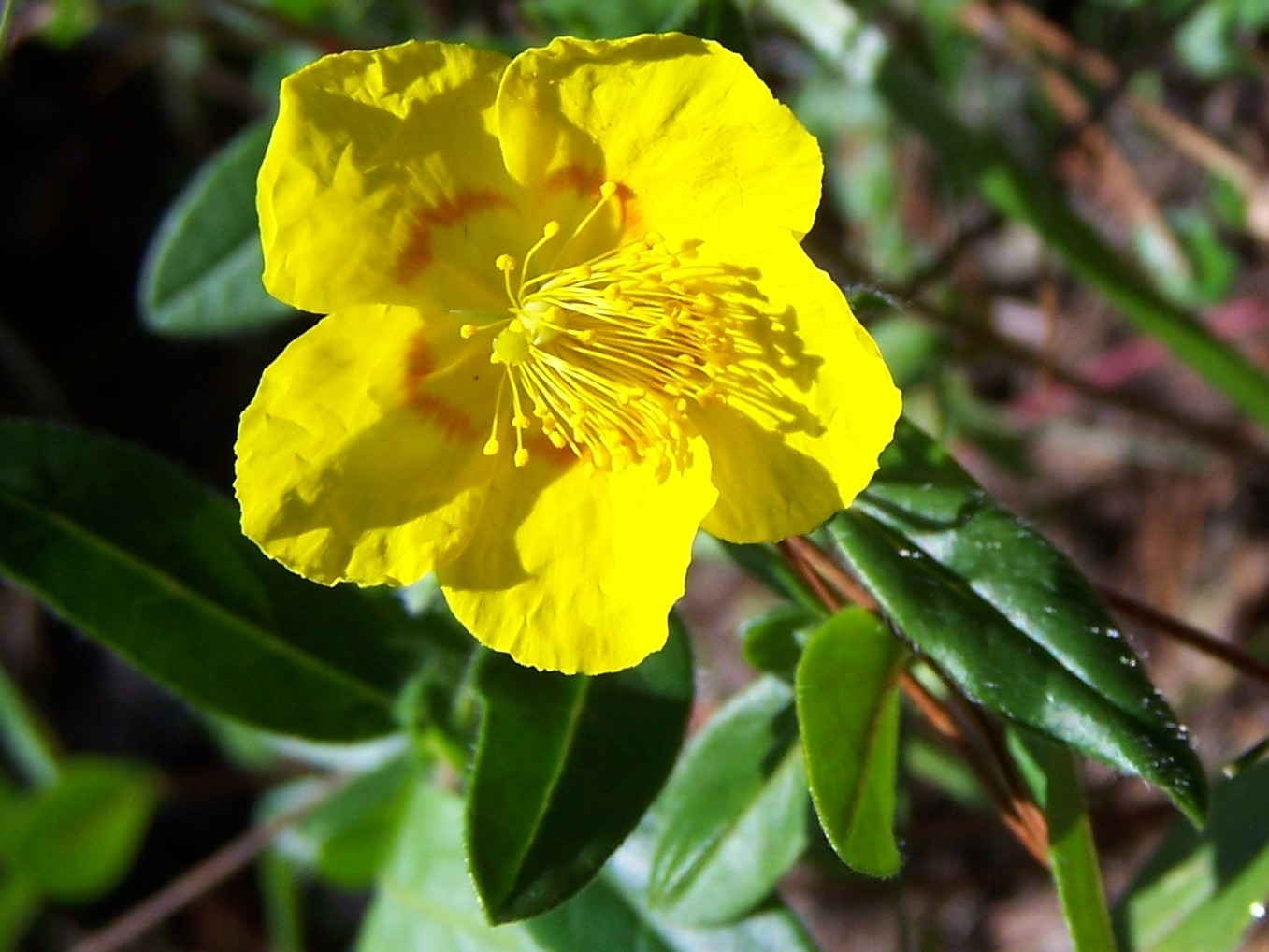

Posłonek rozesłany wielkokwiatowy (Helianthemum nummularium (L.) Mill. subsp. grandiflorum (Scop.) Schinz & Thell.) – podgatunek byliny z rodziny posłonkowatych. Według niektórych autorów uważany jest za oddzielny gatunek – posłonek wielkokwiatowy.  Na stanowiskach naturalnych w Polsce występuje wyłącznie w Tatrach. Jest rośliną rzadką.

## Morfologia

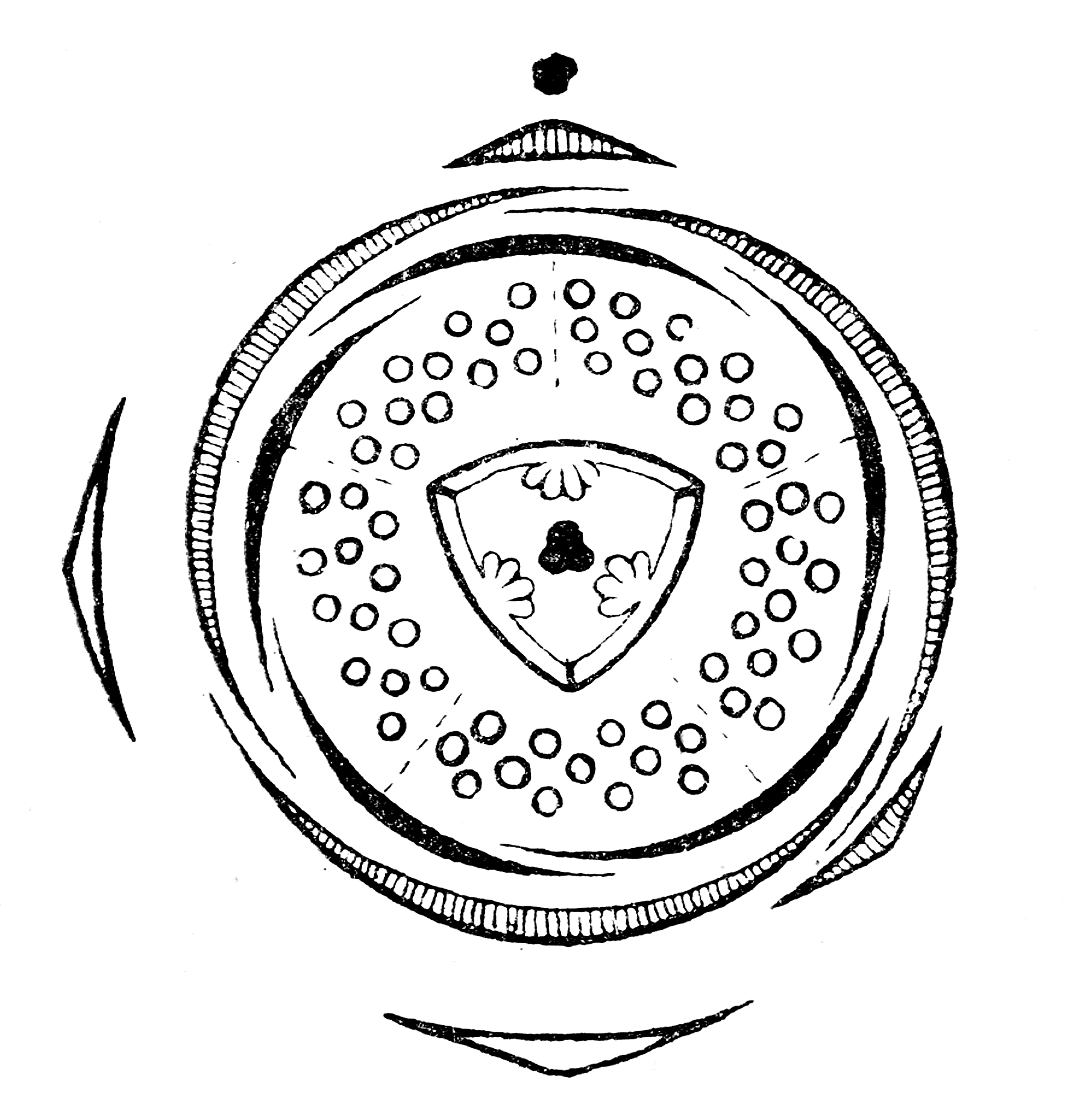
Diagram kwiatowy

PokrójPółkrzew o zimozielonych liściach, osiągająca wysokość do 30 cm. Podgatunek trudny do odróżnienia od posłonka rozesłanego nagiego. Zewnętrznie różni się od niego tylko owłosieniem liści, czasami także kielicha
LiścieUlistnienie naprzeciwległe. Liście z przylistkami, eliptyczne lub szerokolancetowate, połyskujące, długości 15–40 mm i szerokości do 14 mm. Na górnej stronie owłosione silniej niż na dolnej. Cechą charakterystyczną jest również rodzaj włosków – są one dość długie, przeźroczyste i gwiazdkowate, brak białego kutneru.
KwiatyDuże, pojedyncze. Działki kielicha na nerwach są owłosione długimi włosami, między nerwami są nagie, lub tylko słabo owłosione. Kielich trwały. Wewnętrzne działki mają długość 7–10 mm. 5 Płatków korony o żółtej barwie i długości 10–18 mm. Liczne pręciki na długich i cienkich nitkach, słupek z pojedynczą szyjką.
OwocPękająca 3 klapami torebka z niełupkami.

## Biologia i ekologia
Półkrzew, chamefit. Kwitnie od lipca do września. Siedlisko: szczeliny skalne, skały, upłazy, murawy, głównie na podłożu wapiennym. Roślina wysokogórska. W Tatrach występuje głównie w piętrze kosówki i piętrze halnym. Gatunek charakterystyczny dla klasy (Cl.)Seslerietea variae.
Tworzy mieszańce z posłonkiem kutnerowatym.